# Oxalis cerradoana
Oxalis cerradoana är en harsyreväxtart som beskrevs av A. Lourteig. Oxalis cerradoana ingår i släktet oxalisar, och familjen harsyreväxter. Inga underarter finns listade i Catalogue of Life.